# Пашинская, Людмила Исааковна
Людмила Исааковна Пашинская (род. 4 июня 1933 год, Москва) — мастер спорта СССР по баскетболу, мастер спорта СССР по ручному мячу, заслуженный тренер РСФСР, почётный гражданин Мытищинского района.

## Биография
Родилась 4 июня 1933 года в Москве. Училась в школе № 586 Ленинского района Москвы и Московском областном техникуме физической культуры. В 1952 году стала выпускницей этого техникума по специальности «Преподаватель физического воспитания и тренер по баскетболу». Работала в Московском областном Совете общества «Спартак» и выступала за команду «Спартак» (Московской области), была ее капитаном.
Была удостоена звания «Мастер спорта СССР» по ручному мячу в 1956 году, а в 1961 году ей присвоили звание «Мастера спорта СССР по баскетболу». В 1962 году Людмила Пашинская стала работать тренером в Детской спортивной школе ГОРОНО города Мытищи. В 1973 году стала директором. Тренировала сборную команду школьников в 1970-х годах на Всесоюзной Спартакиаде школьников. В 1978 году была удостоена звания «Заслуженный тренер РСФСР».
В 1989 году переехала в Мытищи.
В 2003 году Людмиле Пашинской было присвоено звание «Почётного гражданина Мытищинского района», согласно решению Совета депутатов от 28 августа 2003 года.

## Ученики
Людмила Исааковна Пашинская была тренером таких спортсменов: Веры Николаевны Потемкиной (Смирновой), мастера спорта Галины Васильевны Соловьевой (Круголь), чемпионки юношеского первенства СССР в 1970-х годах Надежды Точилиной (Новиковой), Ирины Лапутиной и Татьяны Медведевой. В школе Людмилы Пашинской училась чемпионка Олимпийских игр Ольга Сухарнова, в ее школе занималась Светлана Заболуева — призёр Олимпийских игр.

## Медали и почётные знаки
- Медаль «Ветеран труда» (1997 год)
- Медаль «В память 850-летия Москвы» (1997 год)
- Почётный знак «За заслуги в развитии Олимпийского движения в России» (1999 год)
- Почётный знак "Заслуженный работник физической культуры и спорта и туризма «Московской области» (2000 год)
- Почётный знак «За заслуги в развитии физической культуры и спорта России» (2001 год)[1]